# Sven-Eric Lindell
Sven-Eric Sigvard Lindell, född 31 maj 1927 i Helsingborg, död 27 januari 2022 i Stockholm, var en svensk fysiolog och professor emeritus. Han blev 1967 professor i klinisk fysiologi vid Lunds universitet.